# Falun (đô thị)
Đô thị Falun (Falu kommun) là một đô thị ở hạt Dalarna ở miền trung Thụy Điển. Thủ phủ là thành phố Falun.
Đô thị hiện nay đã được thành lập vào thời điểm cải cách chính quyền địa phương năm 1971, khi thành phố Falun và 6 đô thị nông nghiệp xung quanh đã được hợp nhất.

## Các đơn vị trực thuộc
- Bengtsheden
- Bjursås
- Danholn
- Grycksbo
- Falun (thủ phủ)
- Linghed
- Sundborn
- Svärdsjö
- Sågmyra
- Toftbyn
- Vika

## Thành phố kết nghĩa
- Fredrikshamn, Phần Lan
- Grudziądz, Ba Lan
- Gütersloh, Đức
- Vordingborg, Đan Mạch

Falun cũng có quan hệ hợp tác nhưng không có hiệp định chính thức với:
- Kimberley, Nam Phi
- Pskov, Nga